# Picumnus varzeae
El carpinterito de las várzeas o carpinterito pardo overo (Picumnus varzeae) es una especie de ave piciforme de la familia Picidae endémica de Brasil.